# بن سحر
بن سحر (به انگلیسی: Ben Sahar) مهاجم اهل اسرائیل است که از سال ۲۰۰۷ تا ۲۰۱۲ میلادی عضو تیم ملی فوتبال اسرائیل بوده و در ۳۱ بازی ملی حضور داشته است. بن سحر توانسته در بازی‌های ملی، ۶ گل به ثمر برساند.